# Losilla
Losilla és un llogaret del municipi d'Ares dels Oms, a la comarca dels Serrans (País Valencià).
Situat al nord, just al límit amb el municipi d'Arcos de las Salinas (Aragó), el riu de Arcos discorre al nord del llogaret. Fins al segle xvii fou conegut com la Masada de Losa i el monument més important és l'església de Sant Josep. Als voltants de Losilla s'han fet troballes d'una espècie de dinosaure fins aleshores desconeguda i que rep el nom de Losillasaurus.
El 2011 hi habitaven 39 persones.